# Agglomerazione

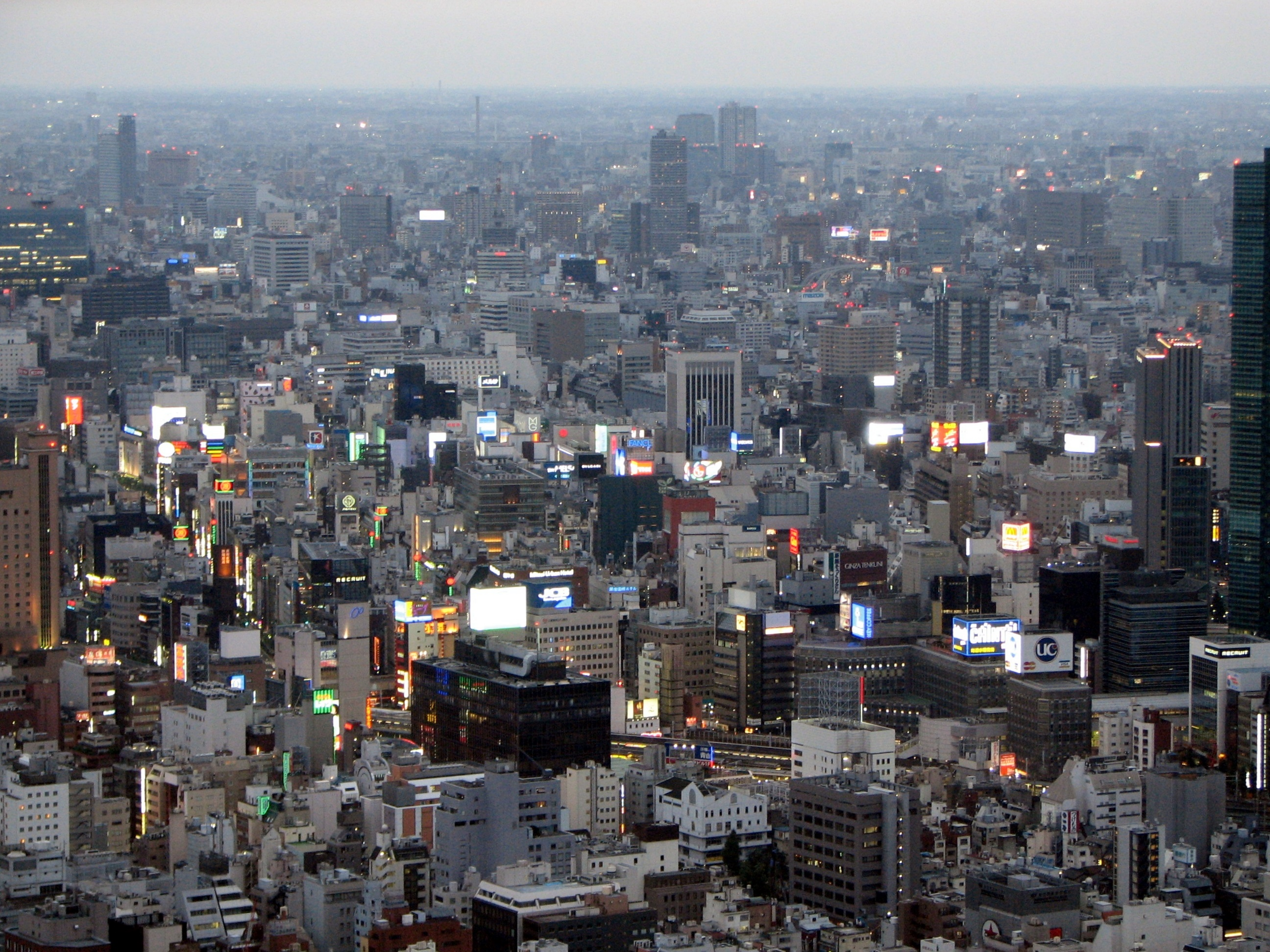
Greater Tokyo Area, Giappone, l'area urbana più popolata del mondo, con circa 38 milioni di abitanti

Agglomerazione (o agglomerato) è un termine tecnico usato in alcuni ambiti, come l'urbanistica e la geografia urbana, per indicare una città estesa che comprende il tessuto costruito da un comune centrale di grosse dimensioni, unito ai sobborghi e alle città satellite che lo circondano.

## Definizione

Area urbana nel 2010

Una definizione scientifica, largamente condivisa, individua l'agglomerazione quale tessuto urbano che presenti distanze fra il costruito inferiori ai duecento metri, esclusi parchi ed aree protette. 
Un'altra definizione di agglomerato urbano è basata sul numero di abitanti. La popolazione minima richiesta è di oltre 250.000 abitanti, soglia che può essere raggiunta o da un singolo comune, o da più comuni contermini. In alternativa, nel caso di non raggiungimento di tali unità, si può definire l'agglomerato urbano con la densità della popolazione corrispondente ad un numero di abitanti per km² che può essere di 1000, 750 oppure 500.
Una definizione precisa, tuttavia, non è facilmente ottenibile e può essere problematico applicare la definizione in tutte le situazioni a livello mondiale. In alcuni casi diventa, quindi, complesso definire un nucleo urbano come città satellite, o centro a sé stante.
La Grande Area di Tokyo fornisce un esempio di queste difficoltà e la sua popolazione varia rispetto alla definizione usata. Mentre le prefetture di Tokyo, Chiba, Kanagawa e Saitama sono comunemente usate per definire la Grande Tokyo, l'Ufficio Giapponese di Statistica considera un'area diversa. Il termine è molto appropriato per determinare la popolazione di super-città come, ad esempio, Tokyo, New York o Seul, che si sono talmente espanse da includere anche i dintorni, nonostante l'amministrazione rimanga separata.

### Agglomerazione e conurbazione
L'agglomerazione è un'area extra urbana monocentrica che si differenzia dalla conurbazione. In questo senso l'agglomerazione nasce attorno ad una città di maggiore rilevanza rispetto alle altre che si possono definire come città satelliti. La dipendenza non è solo demografica ma anche di servizi.

### Agglomerazione e area metropolitana
Attorno ad una agglomerazione può organizzarsi un'area metropolitana includendo anche aree non strettamente connesse all'area urbana, ma legate ad essa per alcune caratteristiche come il commercio o la percentuale di pendolarismo.

## Casi particolari

### Italia
Studio della rivista CityRailways sulle aree urbane italiane (urbanismi) del 2011: vengono individuate 5 metropoli, 7 metropoli regionali, 7 grandi città, 31 città medie e 30 piccole città. 

| Pos.                | Città           | Regione               | Abitanti  |
| ------------------- | --------------- | --------------------- | --------- |
| METROPOLI           |                 |                       |           |
| 1                   | Milano          | Lombardia             | 5.300.000 |
| 2                   | Roma            | Lazio                 | 4.345.000 |
| 3                   | Napoli          | Campania              | 3.520.000 |
| 4                   | Torino          | Piemonte              | 1.640.000 |
| 5                   | Palermo         | Sicilia               | 1.310.000 |
| METROPOLI REGIONALI |                 |                       |           |
| 6                   | Bari            | Puglia                | 1.225.000 |
| 7                   | Catania         | Sicilia               | 1.115.000 |
| 8                   | Firenze         | Toscana               | 1.075.000 |
| 9                   | Genova          | Liguria               | 1.050.000 |
| 10                  | Bologna         | Emilia-Romagna        | 1.040.000 |
| 11                  | Venezia         | Veneto                | 852.272   |
| 12                  | Messina         | Sicilia               | 627.251   |
| GRANDI CITTÀ        |                 |                       |           |
| 13                  | Brescia         | Lombardia             | 542.000   |
| 14                  | Padova          | Veneto                | 535.000   |
| 15                  | Salerno         | Campania              | 520.000   |
| 16                  | Lecce           | Puglia                | 486.000   |
| 17                  | Verona          | Veneto                | 471.000   |
| 18                  | Cagliari        | Sardegna              | 430.000   |
| 19                  | Caserta         | Campania              | 385.000   |
| CITTÀ MEDIE         |                 |                       |           |
| 20                  | Taranto         | Puglia                | 318.000   |
| 21                  | Pescara         | Abruzzo               | 300.000   |
| 22                  | Rimini          | Emilia-Romagna        | 291.000   |
| 23                  | Reggio Calabria | Calabria              | 242.000   |
| 24                  | Trieste         | Friuli-Venezia Giulia | 239.000   |
| 25                  | Cosenza         | Calabria              | 235.000   |
| 26                  | Livorno         | Toscana               | 227.000   |
| 27                  | Varese          | Lombardia             | 216.000   |
| 28                  | Modena          | Emilia-Romagna        | 216.000   |
| 30                  | Vicenza         | Veneto                | 216.000   |
| 31                  | Treviso         | Veneto                | 211.000   |
| 32                  | Catanzaro       | Calabria              | 210.000   |
| 33                  | Reggio Emilia   | Emilia-Romagna        | 208.000   |
| 34                  | Barletta-Andria | Puglia                | 194.000   |
| 35                  | Como            | Lombardia             | 193.000   |
| 36                  | Pisa            | Toscana               | 191.000   |
| 37                  | Perugia         | Umbria                | 188.000   |
| 38                  | Ancona          | Marche                | 177.000   |
| 39                  | Sassuolo        | Emilia-Romagna        | 172.000   |
| 40                  | Siracusa        | Sicilia               | 169.000   |
| 41                  | La Spezia       | Liguria               | 167.000   |
| 42                  | Novara          | Piemonte              | 165.000   |
| 43                  | Ravenna         | Emilia-Romagna        | 163.000   |
| 44                  | Benevento       | Campania              | 162.000   |
| 45                  | Trento          | Trentino-Alto Adige   | 160.000   |
| 46                  | Ferrara         | Emilia-Romagna        | 158.000   |
| 47                  | Terni           | Umbria                | 158.000   |
| 48                  | Foggia          | Puglia                | 155.000   |
| 49                  | Avellino        | Campania              | 153.000   |
| 50                  | Bolzano         | Trentino-Alto Adige   | 151.000   |
| 51                  | Sassari         | Sardegna              | 150.000   |

### Svizzera
In Svizzera si sta procedendo ad un fenomeno amministrativo noto come "aggregazione". In tal modo dei comuni prendono accordi e propongono un'aggregazione al proprio Cantone, tale aggregazione viene poi sottoposta a referendum nei comuni interessati.
Tale procedura è stata applicata a partire dal 1980 a Basilea, Ginevra, Zurigo.
Dal 2000 il fenomeno si è esteso anche a centri di importanza regionale tra cui Zugo e Davos. Nel 2002 Lugano ha aggregato diversi comuni limitrofi, raddoppiando l'estensione e aumentando di un terzo di popolazione. 
Questo processo è servito per dare respiro al territorio urbano e consentire al comune più denso di trovare nuove aree edificabili in cui potersi estendere, mentre ha offerto ai comuni limitrofi, talvolta di grande estensione territoriale e poco popolati, la possibilità di ridurre le spese e di poter coordinare con gli altri piani regolatori più adeguati.
| Posizione | Città       | Abitanti (2000)   |
| --------- | ----------- | ----------------- |
| 1         | Zurigo      | 1.080.728         |
| 2         | Basilea     | 731.167 (479.308) |
| 3         | Ginevra     | 645.608 (471.314) |
| 4         | Berna       | 349.096           |
| 5         | Losanna     | 311.441           |
| 6         | Lucerna     | 196.550           |
| 7         | San Gallo   | 146.385           |
| 8         | Lugano      | 136.032 (120.800) |
| 9         | Winterthur  | 123.416           |
| 10        | Baden-Brugg | 106.736           |

Nell'italiano utilizzato in Svizzera si riscontra più spesso il termine agglomerato piuttosto che agglomerazione (quest'ultimo deriva infatti dal francese agglomération).

## Esempi
Le più grosse agglomerazioni sono:
| n. | Agglomerazione    | Abitanti   | Città comprese                             |
| -- | ----------------- | ---------- | ------------------------------------------ |
| 1  | Tōkyō             | 34.200.000 | Yokohama, Kawasaki                         |
| 2  | Città del Messico | 22.800.000 | Nezahualcóyotl, Ecatepec, Naucalpan        |
| 3  | Seul              | 22.300.000 | Bucheon, Goyang, Incheon, Seongnam, Suweon |
| 4  | New York          | 21.900.000 | Newark, Paterson                           |
| 5  | San Paolo         | 20.200.000 | Guarulhos                                  |
| 6  | Mumbai            | 19.850.000 | Kalyan, Thane, Ulhasnagar                  |
| 7  | Delhi             | 19.700.000 | Faridabad, Ghaziabad                       |
| 8  | Shanghai          | 18.150.000 |                                            |
| 9  | Los Angeles       | 18.000.000 | Riverside, Anaheim                         |
| 10 | Giacarta          | 17.150.000 | Bekasi, Bogor, Depok, Tangerang            |
| 11 | Osaka             | 16.800.000 | Kōbe, Kyoto                                |
| 12 | Calcutta          | 15.550.000 | Haora                                      |
| 13 | Il Cairo          | 15.450.000 | Gizeh, Schubra al-Chaima                   |
| 14 | Manila            | 14.850.000 | Caloocan, Quezon                           |
| 15 | Karachi           | 14.100.000 |                                            |
| 16 | Mosca             | 13.750.000 |                                            |
| 17 | Buenos Aires      | 13.400.000 | San Justo, La Plata                        |
| 18 | Dacca             | 13.100.000 |                                            |
| 19 | Rio de Janeiro    | 12.100.000 | Nova Iguaçu, São Gonçalo                   |
| 20 | Parigi            | 12.100.000 |                                            |
| 21 | Londra            | 11.950.000 |                                            |
| 22 | Pechino           | 11.950.000 |                                            |
| 23 | Teheran           | 11.800.000 | Karaj                                      |
| 24 | Istanbul          | 13.500.000 |                                            |

(Informazioni tratte da: )